# Truth in Sincerity
Truth in Sincerity é o segundo álbum de estúdio da banda Amber Pacific, lançado a 22 de Maio de 2007.
Os singles que saíram foram as faixas "Fall Back Into My Life" e "You're Only Young Once".
O disco atingiu o nº 64 da Billboard 200 e o nº 4 do Top Independent Albums.

## Faixas
Todas as faixas por Amber Pacific e Will Nutter.
1. "Rule #762 - 0:50
2. "Summer (In B)" - 3:34
3. "Temporary" - 2:28
4. "You're Only Young Once" - 3:30
5. "Living Proof" - 3:14
6. "Follow Your Dreams, Forget the Scene" - 3:36
7. "Take Me from This Place" - 4:07
8. "Fall Back into My Life" - 3:29
9. "We Think We're Hardcore, Cause Well, We Are" - 0:45
10. "Runaway" - 3:15
11. "Watching Over Me" - 3:48
12. "Dear ____, This Has Always Been About Standing Up for What You Believe" - 6:02

## Créditos
- Stephen Bryant — Violino
- Sue Jane Bryant — Viola
- Walter Gray — Violoncelo
- Rick Hanson — Guitarra elétrica
- Will Nutter - Guitarra elétrica, vocal de apoio, piano
- Dango - Bateria
- Greg Strong — Baixo
- Matt Young — Vocal
- Davy Rispoli - Vocal de apoio